# Eine Fuchsjagd auf Skiern durchs Engadin
Eine Fuchsjagd auf Skiern durchs Engadin ist der Titel des Zweiten Teils von „Das Wunder des Schneeschuhs“, eines Wintersportfilms, den Arnold Fanck 1921/1922 als Dokumentarfilm mit Spielhandlung konzipiert und auch gefilmt und geschnitten hat. Seine Darsteller waren, wie ein Zwischentitel zu Beginn des Films mitteilt, „Die Meisterläufer aller skifahrenden Länder“. Dazu zählten damals außer Deutschland noch Österreich, die Schweiz, Ungarn, Norwegen und Finnland.

## Produktion
Die Dreharbeiten zu der Produktion von Arnold Fancks Berg- und Sportfilm GmbH (Freiburg/Br.) fanden zwischen 1921 und 1922 im Engadin (St. Moritz, Bernina), in St. Christoph am Arlberg und im oberbayerischen Stümpfling statt. Die Photographie lag in den Händen von Sepp Allgeier und Arnold Fanck, welcher auch den Schnitt besorgte. Beide wirkten auch als Skiläufer im Film mit.
Unter dem Arbeitstitel „Ein harmloses Spiel aus Licht und Bewegung von Arnold Fanck“ lag der Film am 14. Oktober 1922 der Münchner Prüfstelle der Reichsfilmzensur vor, wurde unter der Zensurnummer M.01061 für jugendfrei erklärt und am 20. Oktober 1922 in Berlin im Kino Alhambra am Kurfürstendamm uraufgeführt.
Die Schauspielerin Hansi Arnstaedt sprach zu Beginn der Uraufführung einen Prolog, den der Schriftsteller Ludwig Fulda verfasst hatte.
Für die Aufführung im Berliner Marmorhaus entwarf der Grafikkünstler Josef Fenneker das Filmplakat.

## Rezeption
Der Film erwies sich als Erfolg und Fanck wurde zum Wegbereiter für das Genre des Bergfilms.
Eine Besprechung im Kinematograph Nr. 819 vom 29. Oktober 1922 meldete: „Der Film fand bei seiner Uraufführung eine geradezu enthusiastische Aufnahme.“
Unter seinem Kürzel P–l. konstatierte der Kritiker Fritz Podehl in Der Film Nr. 8 vom 19. Februar 1921: „Fest steht, daß dieser Film weit über Sportliches hinaus ein ganz allgemeines Interesse finden wird, selbst in einer ungekürzten Ausgabe.“
Oskar Kalbus schrieb im Kapitel “Bergfilm” des 1. Teils seines zweibändigen Werkes "Vom Werden deutscher Filmkunst" (1935): “Von Film zu Film erzielten diese Freiburger eine Steigerung. Man steht unter dem Eindruck, daß der dritte Film des Schneeschuhwunders "Fuchsjagd im Engadin" (1923) das Allerletzte, fast ans Unmögliche grenzend, an Schönheit, Kühnheit und Kraft bietet.”
Heinrich Fraenkel nannte die “Fuchsjagd” einen “Film zur Verherrlichung der winterlichen Berglandschaft und des Wintersports.”
Friedrich von Zglinicki feierte Arnold Fanck enthusiastisch als einen “Mann, den wir mit vollem Recht zu den größten der deutschen Filmgeschichte zählen.”
Fanck selbst erklärte noch in einem Brief vom 24. April 1972 : “Durch meine Ski- und Bergfilme wurden seinerzeit viele Hunderttausende -wahrscheinlich sogar Millionen- zu einem so gesunden und herrlichen Sport, wie Skilauf und auch Bergsteigen überredet.”
Im Bundesarchiv-Filmarchiv gibt es von der "Fuchsjagd" eine 826 Meter lange stumme 16-mm-Verleihkopie.
Beide Teile von DAS WUNDER DES SCHNEESCHUHS werden aktuell von der Friedrich-Wilhelm-Murnau-Stiftung digital restauriert.